# Gadiel Sánchez Rivera
Gadiel Sánchez Rivera est un aventurier péruvien et expert de la jungle amazonienne. Le 9 août 2010, il termine la marche le long de l'Amazone que son coéquipier aventurier Ed Stafford avait commencé. En 2013, il réussit une première mondiale en faisant le tour complet du lac Titicaca en kayak.

## Biographie[3]
Gadiel nait en 1978 à Pucallpa au Pérou et grandit dans un village rural près de la ville de Satipo. Il termine l’école secondaire mais sa famille n’a pas les moyens de l’envoyer à l’université. Alors il commence à travailler dans la ferme de son père. Il veut développer l'exploitation agricole familiale, mais les temps sont économiquement difficiles.
C’est pour cela qu’il se rend à Satipo pour travailler dans l’exploitation du bois. Son travail lui permet de visiter des lieux où seuls des indigènes se rendent. Durant quatre années, il comprend son intérêt pour l’aventure.
Gadiel était reconnaissant de l'opportunité d’aller apprendre à connaître la jungle mais malheureusement cela ne payait pas les factures. En 2004, on lui offre un emploi dans une exploitation industrielle de bois qui utilise des débusqueuses pour abattre les forêts. Il a pris ce travail mais le quitte après avoir vu des choses qu’il ne trouvait pas bien pour lui et pour le milieu naturel qu’il admire tant.
Plus tard, en 2008, Gadiel rencontre l'explorateur anglais Ed Stafford qui l’embauche comme guide. Peu de temps après, Stafford le prit comme partenaire jusqu’à la fin du voyage. Gadiel était connu par son surnom Cho par les médias. Il a marché avec Stafford pendant exactement deux années.

## Expéditions
- 2008 - 2010 - 'Walking the Amazon' avec Ed Stafford. Guide de jungle et équipier. Un documentaire du même nom en deux volets est diffusé sur Discovery Channel[4].
- 2013 - TitiKayak avec Louis-Philippe Loncke. Tour complet du lac Titicaca en kayak. Création du premier inventaire photographique géolocalisé du lac: prise de coordonnées GPS de la limite entre l'eau et la terre ainsi que photographies du paysage d'arrière-plan. Ils ont également pris des photos subaquatiques de la côte Bolivienne Nord afin de localiser l'habitat de la grenouille géante Telmatobius culeus[5],[6],[7],[8]. Son coéquipier relate cette expédition à TEDxFlanders[9].
- 2015 - Solo Amazon. Gadiel est engagé comme consultant et guide par l’aventurier Polonais Marcin Gienieczko pour traverser les zones dangereuses de la jungle contrôlées par les seigneurs de la drogue[10].
- 2016 - Il accompagne Laura Bingham lors de son périple à vélo entre l'Equateur et l'Argentine[11].